# Sheila Fitzpatrick
Sheila Mary Fitzpatrick (Melbourne, 4 de junio de 1941) es una historiadora e investigadora australiana. Sus investigaciones se centran en la historia social de la URSS "desde abajo" en la época de Stalin y en la Historia Moderna de Rusia. Forma parte de la escuela revisionista de la historiografía soviética. Entre sus contribuciones en el campo de los estudios históricos es reconocida por su postura crítica con el concepto de totalitarismo, así como por sus análisis comparativos sobre el Nazismo y el Estalinismo. Es profesora de la Universidad Católica Australiana de Melbourne, profesora de la Universidad de Sidney y profesora emérita de la Universidad de Chicago.

## Biografía
Nació en Melbourne el 4 de junio de 1941. Es hija del intelectual, anticomunista, periodista e historiador australiano Brian Fitzpatrick. En su libro My Father’s Daughter: Memories of an Australian Childhood, que fue premiado con la medalla Margery Medal por la Australian Historical Association, describió la relación con su padre, a quien identificó como la persona más influyente en su pensamiento y trayectoria académica.
En 1961 se graduó por la Universidad de Melbourne con un título de honores de primera clase en Historia y Música. Desde sus estudios de grado, sus investigaciones se enfocaron en la historia social de la URSS.
En 1964 viajó a Inglaterra para realizar su doctorado en el St. Antony’s College Oxford. Durante sus estudios de doctorado realizó varias estancias de investigación en la URSS, visitando archivos y buscando fuentes primarias. En su obra A Spy in the Archives: A Memoir of Cold War Russia, Fitzpatrick relató los problemas que enfrentó durante estas estancias, especialmente en la primavera de 1968 cuando fue denunciada como espía, a raíz de una de sus investigaciones sobre Anatoly Lunacharsky. Pese a las dificultades que enfrentó en la elaboración de su tesis, obtuvo el doctorado en abril de 1969 tras defender un trabajo titulado The Commissariat of Education under Lunacharsky (1917–1921). Al terminar los estudios en Oxford, realizó una contundente crítica a esta institución señalando que, además de su esnobismo, carecía de rigor en el trabajo con fuentes históricas.
Tuvo un papel influyente en la creación de los argumentos del revisionismo histórico soviético y es considerada una de las fundadoras de este enfoque junto con autores como Stephen Cohen, Moshe Lowen o Robert C. Tucker. Desde una perspectiva de análisis propia de la historia social cotidiana "desde abajo” y analizando elementos como las estructuras sociales, la integración social y la movilidad social ascendente, Fitzpatrick desafió la vieja imagen de la Unión Soviética como un Estado monolítico y totalitario, tal y como se había sostenido hasta entonces. Para Fitzpatrick la historia no debía centrarse únicamente en asuntos políticos, también debían realizarse estudios desde una perspectiva social "de abajo hacia arriba" que evidenciara que el Estado no es el único agente del cambio social.

## Reconocimientos

### Premios
- 2002 - Premio de la Fundación Andrew W. Mellon por su distinguida labor investigadora.[9]
- 2012 - Premio Margery Medal de la Australian Historical Association, en la categoría de biografías, por su obra My Father’s Daughter: Memories of an Australian Childhood.[10]
- 2012 - Premio de la Asociación Histórica Estadounidense por su distinción académica.[11]
- 2012 - Premio por sus contribuciones a los Estudios Eslavos, de Europa del Este y de Eurasia de la Association for Slavic, East European & Eurasian Studies.
- 2016 - Recibió el Premio de Literatura del Gobierno Australiano Prime Minister's Literary Awards, en la categoría de literatura no ficción, por su obra El equipo de Stalin: los años mas peligrosos de la Rusia soviética de Lenin a Jrushchov. Dicho premio es el mayor reconocimiento literario otorgado en Australia.[12]

### Distinciones
1987, 1996 - Fue distinguida en dos ocasiones con la Beca Guggenheim, que se concede a profesionales altamente cualificados y distinguidos en sus campos de conocimiento.
Fue nombrada Miembro de Honor de la Australian Academy of the Humanities y miembro de la prestigiosa Academia Estadounidense de las Artes y las Ciencias.
Obtuvo tres financiamientos del Consejo Australiano de Investigación para proyectos relacionados con la historia soviética, estos proyectos fueron:  «Repensar la historia del estalinismo soviético», «Guerra y desplazamiento: de la Unión Soviética a Australia tras la Segunda Guerra Mundial» y «Desplazados rusos de posguerra que llegan a Australia a través de la ruta de China».

## Obras
De su amplia producción historiográfica, se han traducido al castellano los libros:
2022 - Breve historia de la Unión Soviética. Barcelona: Antoni Bosch Editor
2019 - La vida cotidiana durante el estalinismo: como vivía y sobrevivía la gente común en la Rusia soviética. Buenos Aires: siglo XX editores
2018  - La Revolución Rusa. Buenos Aires: siglo XXI editores
2017 - Lunacharski y la organización soviética de la educación y de las artes (1917-1921). Buenos Aires: siglo XX editores
2016 - El equipo de Stalin: los años mas peligrosos de la Rusia soviética de Lenin a Jrushchov. Barcelona: Editorial Crítica
Entre sus obras más destacadas en inglés se encuentran:
1970 - The Commissariat of Enlightenment. Soviet Organization of Education and the Arts under Lunacharsky, 1917-1921. Oxford: Oxford University Press.
1978 - Cultural Revolution in Russia, 1928-1931. Bloomington: Indiana University Press.
1979 - Education and Social Mobility in the Soviet Union, 1921-1932. Cambridge: Cambridge University Press.
2007 - The Russian Revolution. Oxford: Oxford University Press, 1st edition, 1982/3; 2nd revised edition, 1994; 3rd revised edition, 2007.
1999 - Everyday Stalinism: Ordinary life in Extraordinary Times: Soviet Russia in the 1930s. Oxford: Oxford University Press.
2008 - Beyond Totalitarianism: Nazism and Stalinism Compared. New York: Cambridge University Press (editor con M. Geyer).
2010 - My Father’s Daughter. Melbourne University Press.
2013 - A Spy in the Archives: A Memoir of Cold War Russia. Melbourne University Press.
2015 - On Stalin’s Team The Years of Living Dangerously in Soviet Politics. Princeton: Princeton University Press.
2022 - The Shortest History of the Soviet Union. New York: Columbia University.

## Actividad académica
- Investigadora en la London School of Slavonic and East European Studies, 1969-1972.
- Profesora visitante de Historia Soviética, Universidad de Birmingham, 1971-1972
- Profesora de Lenguas y Literaturas eslavas, Universidad de Texas en Austin.
- Profesora asociada de Historia, Universidad de St. John, Nueva York, 1974.
- Profesora asistente, Universidad de Columbia, Nueva York, 1976-1980.
- Profesora de Historia, Universidad de Texas en Austin, 1980-1989.
- Profesora, con la distinción "Bernadotte E. Schmmidt" por sus servicios académicos destacados, de la Universidad de Chicago, 1990-2012.
- Profesora honoraria, Universidad de Sydney, 2010.[13]